# Maria Amelia di Braganza
Maria Amélia Augusta Eugénia Josefina Luísa Teodolinda Heloísa Francisca Xavier de Paula Micaela Gabriela Rafaela Gonzaga del Brasile (Parigi, 1º dicembre 1831 – Funchal, 4 febbraio 1853) soprannominata "A Princesa Flor", fu una principessa dell'impero del Brasile ed un membro del ramo brasiliano del Casato di Braganza.

## Famiglia
Membro del ramo brasiliano del Casato di Braganza, la principessa Maria Amelia era la figlia dell'imperatore Pietro I del Brasile, re del Portogallo con il nome di Pietro IV, e della sua seconda moglie, la principessa franco-bavarese Amelia di Leuchtenberg.
Per parte di padre la principessa era dunque la nipote del re Giovanni VI di Portogallo e di sua moglie, l'infanta Carlotta di Spagna, mentre da parte di madre discendeva dal principe Eugenio di Beauharnais (1781-1824) e dalla principessa Augusta-Amelia di Baviera. Maria Amelia era inoltre la sorellastra dell'imperatore Pietro II di Brasile (1825-1891), della regina Maria II di Portogallo, della contessa d'Aquila e della principessa di Joinville.
Nel 1852, la principessa si fidanzò con l'arciduca Massimiliano d'Austria, figlio dell'arciduca Francesco Carlo d'Austria e di sua moglie, la principessa Sofia di Baviera. Maria Amelia morì tuttavia prima di aver potuto sposare l'arciduca.

## Biografia

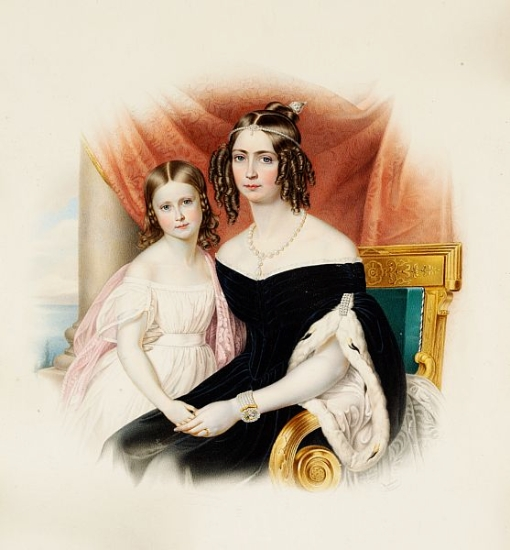
Maria Amelia con sua madre, 1840 circa

### Nascita lontano dal Brasile
Maria Amelia nacque il 1º dicembre 1831 a Parigi, in Francia · , qualche mese dopo l'abdicazione di suo padre, l'imperatore Pietro I del Brasile, e la sua installazione in Europa con sua moglie, Amelia di Leuchtenberg. Primo sovrano del Brasile indipendente tra il 1822 e il 1831, Pietro I rinunciò alla sua corona imperiale in favore del figlio Pietro II in aprile al fine di consacrarsi alla restaurazione della sua figlia maggiore, la regina Maria II, sul trono del Portogallo. Di fatto, dal 1828, il regno lusitano fu colpito dalla guerra civile e il principe-reggente Michele approfittò dell'instabilità del paese per rovesciare sua nipote e proclamarsi re al suo posto · .
Cosciente che la nascita della sua ultima figlia all'estero poteva compromettere i suoi diritti alla corona brasiliana e la sua appartenenza stessa alla famiglia imperiale, Pietro I, che portava ormai il titolo di duca di Braganza, invitò molte personalità brasiliane ad assistere alla nascita di sua figlia. Tra loro, José Joaquim da Rocha, uno dei capi dell'indipendenza brasiliana, che assunse il ruolo di ambasciatore di Rio de Janeiro a Parigi. La duchessa di Leuchtenberg, madre dell'imperatrice Amelia, lasciò Monaco per assistere al parto di sua figlia.
I padrini della neonata furono il re e la regina dei Francesi, Luigi Filippo I e Maria Amalia. L'ex-imperatore fu ravvivato dalla nascita di sua figlia ed inviò molto velocemente una lettera, datata 4 dicembre, a suo figlio Pietro II e agli altri due figli rimasti in Brasile per avvertirli dell'evento. Nel suo messaggio, scrisse: «La Divina Provvidenza ha voluto addolcire il mio dolore presente nel mio cuore di padre dalla separazione con V.M.I. [Vostra Maestà Imperiale], e mi ha donato un'altra figlia, e a V.M.I, un'altra sorella e soggetto...»

### La guerra civile portoghese e la morte di Pietro I
Quando Maria Amelia aveva soltanto venti giorni, suo padre lasciò la Francia in testa ad un'armata liberale al fine di invadere il Portogallo e spodestare suo fratello Michele. Per quasi due anni, la principessa visse dunque sola con sua madre e la sua sorellastra, la regina Maria II, che aveva 12 anni, a Parigi, mentre il regno lusitano era colpito dalla guerra civile. Finalmente, dopo la notizia della presa di Lisbona da parte delle forze di Pietro I, arrivata in Francia, Amelia di Leuchtenberg lasciò Parigi con sua figlia e la figliastra per installarsi in Portogallo. Dopo qualche giorno di viaggio e un breve soggiorno nel Regno Unito, arrivarono nella baia di Lisbona il 22 settembre 1833 e sbarcarono all'alba · .

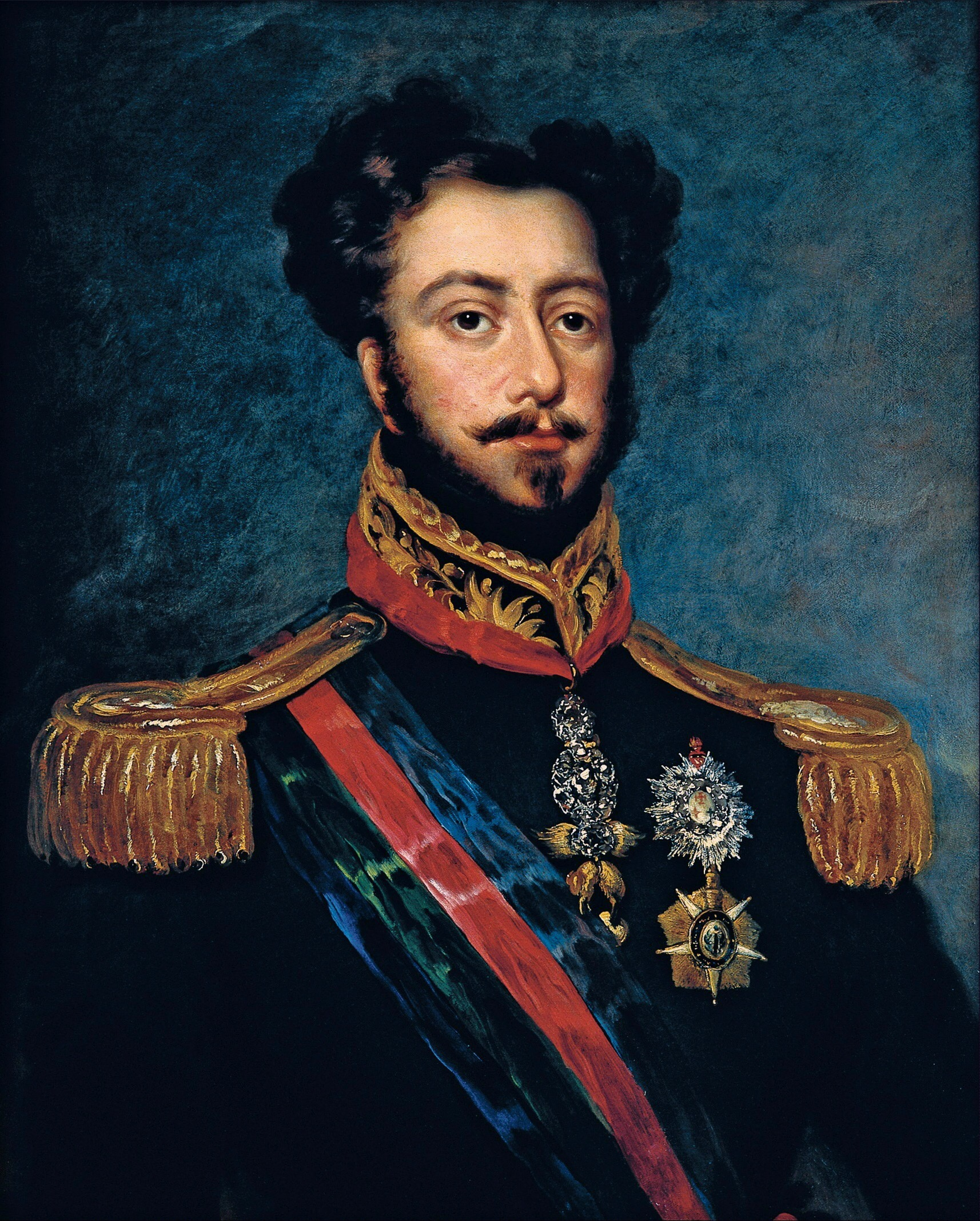
L'imperatore Pietro I ritratto da John Simpson, verso il 1834.

Charles Napier, l'ufficiale britannico vincitore della battaglia di capo Saint-Vincent nel 1833, descrisse così il ritrovamento emozionante tra l'ex-imperatore del Brasile e la sua famiglia :
«Io non ho mai visto [Pietro I] così felice ed in estasi; è salito a bordo giusto un po' sotto di Belém; è stato ricevuto in cima alla scale dall'imperatrice [Amelia] che lo ha preso tra le sue braccia e baciato con il più grande affetto: la regina [Maria II] era molto commossa e non è riuscita a trattenere le lacrime. La piccola principessa Amelia, la più giovane figlia [del sovrano], era il centro della sua attenzione : lei ha avuto un po' di paura vedendo la sua abbondante barba e non molto risposto alle sue carezze».
Crescendo, Maria Amelia diventò una bellissima donna, riconosciuta per la qualità della sua educazione e il suo dono per il disegno, la pittura e il piano.
Dopo la restaurazione della giovane Maria II sul trono, Maria Amelia e i suoi genitori s'installarono nel palazzo del Ramalhão, poi in quello di Queluz, presso Lisbona. La famiglia riprese a conoscersi e l'anziano sovrano intrecciò un rapporto molto stretto con sua figlia minore. Liberato da molti dei suoi obblighi, passò così molto tempo libero per giocare con Maria Amelia. Tuttavia, la guerra civile portoghese aveva profondamente indebolito Pietro I, la cui salute non cessò di declinare fino a quanto contrasse la tubercolosi. L'imperatore si spense nella giornata del 24 settembre 1834. Qualche ora prima della sua morte, Maria Amelia, che non aveva ancora tre anni, fu condotta da lui. L'ex-imperatore prese la mano di sua figlia e dichiarò ad un assistente:
«Parlate sempre a questa bambina di suo padre che l'ama così teneramente... che lei non mi dimentichi... che obbedisca sempre a sua madre... Queste sono le mie ultime volontà...».
Divenuta vedova, Amelia di Leuchtenberg scelse di non risposarsi e di consacrarsi pienamente all'educazione di Maria Amelia. Anche se non appartenevano ufficialmente alla famiglia reale del Portogallo. L'imperatrice vedova e sua figlia conservarono la loro residenza a Lisbona e continuarono a frequentare la corte di Maria II, il cui primo marito non era altro che Augusto di Leuchtenberg, fratello dall'antica sovrana. In effetti, la piccola principessa e sua madre non andarono mai in Brasile e, fino al 1841, il governo di questo paese rifiutò anche di riconoscerle come membri della dinastia imperiale. Durante la minore età di Pietro II, la reggenza introdotta a Rio de Janeiro credeva in effetti nel ritorno dell'imperatrice vedova, che poteva facilmente rivendicare il potere. Amelia di Leuchtenberg e sua figlia si videro dunque proibite di soggiornare nella loro patria e non ricevettero alcuna pensione dal governo brasiliano. Fu dunque solo dopo la proclamazione della maggiore età di Pietro II e il voto, il 5 luglio 1841, da una mozione presentata al parlamento dal ministro Aureliano Coutinho, visconte di Sepetiba, che le due donne furono integrate nella famiglia imperiale ed ebbero il loro titolo · . Non ne approfittarono tuttavia per rientrare nel loro paese e Maria Amelia non visitò mai il Brasile.
Maria Amelia fu fidanzata all'arciduca Massimiliano d'Austria al principio del 1852, ma prima che il matrimonio potesse aver luogo, lei contrasse la tubercolosi e fu portata nella città di Funchal, sull'isola portoghese di Madeira. Nonostante il suo clima reputato salutare, la salute di Maria Amelia continuò a peggiorare e il 4 febbraio 1853 morì. Il suo corpo fu portato sulla terraferma e sepolto nel Pantheon dei Braganza.
Quasi 130 anni dopo, i suoi resti furono portati in Brasile. In onore di Maria Amelia la madre finanziò la costruzione dell'ospedale "Princesa D. Maria Amélia" a Funchal. Il fidanzato di Maria Amelia, Massimiliano, fece un pellegrinaggio in Brasile e a Madeira, un viaggio che influenzò la sua accettazione del trono del Secondo Impero messicano nel 1864.

## Titoli e onorificenze

### Titoli e trattamento
- 1º dicembre – 4 febbraio 1853: Sua Altezza imperiale La Principessa Dona Maria Amelia del Brasile

## Ascendenza
|                                           |                          |                                                           | Genitori                                                        |  |  | Nonni |  |  | Bisnonni                  |  |  | Trisnonni                 |  |
|                                           |                          |                                                           |                                                                 |  |  |       |  |  | Pietro III del Portogallo |  |  | Giovanni V del Portogallo |  |
|                                           |                          |                                                           |                                                                 |  |  |       |  |  | Pietro III del Portogallo |  |  | Giovanni V del Portogallo |  |
|                                           |                          | Arciduchessa Maria Anna d'Austria                         |                                                                 |  |  |       |  |  | Pietro III del Portogallo |  |  |                           |  |
| Giovanni VI del Portogallo                |                          |                                                           |                                                                 |  |  |       |  |  | Pietro III del Portogallo |  |  |                           |  |
|                                           |                          | Maria I del Portogallo                                    | Giuseppe I del Portogallo                                       |  |  |       |  |  |                           |  |  |                           |  |
|                                           |                          | Maria I del Portogallo                                    | Giuseppe I del Portogallo                                       |  |  |       |  |  |                           |  |  |                           |  |
|                                           |                          | Maria I del Portogallo                                    | Infanta Mariana Victoria di Spagna                              |  |  |       |  |  |                           |  |  |                           |  |
| Pietro I del Brasile                      |                          | Maria I del Portogallo                                    |                                                                 |  |  |       |  |  |                           |  |  |                           |  |
|                                           |                          | Carlo IV di Spagna                                        | Carlo III di Spagna                                             |  |  |       |  |  |                           |  |  |                           |  |
|                                           |                          | Carlo IV di Spagna                                        | Carlo III di Spagna                                             |  |  |       |  |  |                           |  |  |                           |  |
|                                           |                          | Carlo IV di Spagna                                        | Principessa Maria Amalia di Sassonia                            |  |  |       |  |  |                           |  |  |                           |  |
| Infanta Carlotta Gioacchina di Spagna     |                          | Carlo IV di Spagna                                        |                                                                 |  |  |       |  |  |                           |  |  |                           |  |
|                                           |                          | Principessa Maria Luisa di Parma                          | Filippo, Duca di Parma                                          |  |  |       |  |  |                           |  |  |                           |  |
|                                           |                          | Principessa Maria Luisa di Parma                          | Filippo, Duca di Parma                                          |  |  |       |  |  |                           |  |  |                           |  |
|                                           |                          | Principessa Maria Luisa di Parma                          | Luisa Elisabetta di Francia                                     |  |  |       |  |  |                           |  |  |                           |  |
| Principessa Dona Maria Amelia del Brasile |                          | Principessa Maria Luisa di Parma                          |                                                                 |  |  |       |  |  |                           |  |  |                           |  |
|                                           | Alexandre de Beauharnais | François de Beauharnais, marchese de la Ferte-Beauharnais |                                                                 |  |  |       |  |  |                           |  |  |                           |  |
|                                           | Alexandre de Beauharnais | François de Beauharnais, marchese de la Ferte-Beauharnais |                                                                 |  |  |       |  |  |                           |  |  |                           |  |
|                                           | Alexandre de Beauharnais | Marie Anne Henriette Françoise Pyvart de Chastulle        |                                                                 |  |  |       |  |  |                           |  |  |                           |  |
| Eugène de Beauharnais                     | Alexandre de Beauharnais |                                                           |                                                                 |  |  |       |  |  |                           |  |  |                           |  |
|                                           |                          | Giuseppina de Tascher de la Pagèrie                       | Joseph-Gaspard de Tascher de La Pagerie                         |  |  |       |  |  |                           |  |  |                           |  |
|                                           |                          | Giuseppina de Tascher de la Pagèrie                       | Joseph-Gaspard de Tascher de La Pagerie                         |  |  |       |  |  |                           |  |  |                           |  |
|                                           |                          | Giuseppina de Tascher de la Pagèrie                       | Rose-Claire des Vergers de Sanois                               |  |  |       |  |  |                           |  |  |                           |  |
| Amelia di Leuchtenberg                    |                          | Giuseppina de Tascher de la Pagèrie                       |                                                                 |  |  |       |  |  |                           |  |  |                           |  |
|                                           |                          | Massimiliano I di Baviera                                 | Federico Michele, conte palatino di Zweibrücken                 |  |  |       |  |  |                           |  |  |                           |  |
|                                           |                          | Massimiliano I di Baviera                                 | Federico Michele, conte palatino di Zweibrücken                 |  |  |       |  |  |                           |  |  |                           |  |
|                                           |                          | Massimiliano I di Baviera                                 | Contessa palatina Maria Francesca di Sulzbach                   |  |  |       |  |  |                           |  |  |                           |  |
| Principessa Augusta di Baviera            |                          | Massimiliano I di Baviera                                 |                                                                 |  |  |       |  |  |                           |  |  |                           |  |
|                                           |                          | Principessa Augusta Guglielmina d'Assia-Darmstadt         | Principe Giorgio Guglielmo d'Assia-Darmstadt                    |  |  |       |  |  |                           |  |  |                           |  |
|                                           |                          | Principessa Augusta Guglielmina d'Assia-Darmstadt         | Principe Giorgio Guglielmo d'Assia-Darmstadt                    |  |  |       |  |  |                           |  |  |                           |  |
|                                           |                          | Principessa Augusta Guglielmina d'Assia-Darmstadt         | Contessa Maria Luisa Albertina di Leiningen-Dagsburg-Falkenburg |  |  |       |  |  |                           |  |  |                           |  |
|                                           |                          | Principessa Augusta Guglielmina d'Assia-Darmstadt         |                                                                 |  |  |       |  |  |                           |  |  |                           |  |